# Bredabus 4001
Il Bredabus 4001 è un modello di filobus urbano italiano prodotto dal 1988 al 1994 su telaio Siccar 286.

## Progetto
Il progetto del modello venne avviato nel 1987, a seguito della richiesta da parte dell'ATC di La Spezia di quattordici vetture filoviarie da impiegarsi sulla rete filoviaria cittadina. In quell'anno venne quindi realizzato un prototipo, che a partire dal 19 dicembre venne testato proprio sulla rete spezzina per alcune settimane. Lo stesso prototipo, modificato e aggiornato, effettuò qualche anno dopo alcune corse di prova sulla rete filoviaria di Napoli; infine venne definitivamente acquistato dall'azienda spezzina nel 1996, come fonte di ricambi per le unità di serie.
Il Bredabus 4001 è in sostanza la versione filoviaria dell'autobus urbano Bredabus 2001, con il quale ha in comune la carrozzeria in lega leggera disegnata da Pininfarina; riprende tuttavia gli aspetti negativi del gemello a propulsione termica, come la rigidezza del telaio e delle sospensioni, oltre alla forte propensione alle infiltrazioni d'acqua dall'imperiale. 
Con l'assorbimento della Menarini da parte della Bredabus si costituì la BredaMenarinibus, che partendo dal telaio dell'autobus Menarini 220 e dalla carrozzeria del 4001 realizzò i filobus Ansaldo F15, costruiti per Cremona, Bari e Genova.

## Versioni
Negli anni, il 4001 è stato prodotto in più versioni, aventi le seguenti caratteristiche:

### Bredabus 4001.12
- Lunghezza: 12 metri
- Porte: 4, a libro o rototraslanti

### Bredabus 4001.18
- Lunghezza: 17.5 metri
- Motore diesel VM Motori[6]
- Porte: 4, rototraslanti

Gli esemplari prodotti sono stati equipaggiati con apparecchiature elettriche prodotte da varie società. Nel dettaglio:
- AEG a Sanremo e Milano
- TIBB a La Spezia e sul prototipo provato a Napoli
- ABB a Bologna

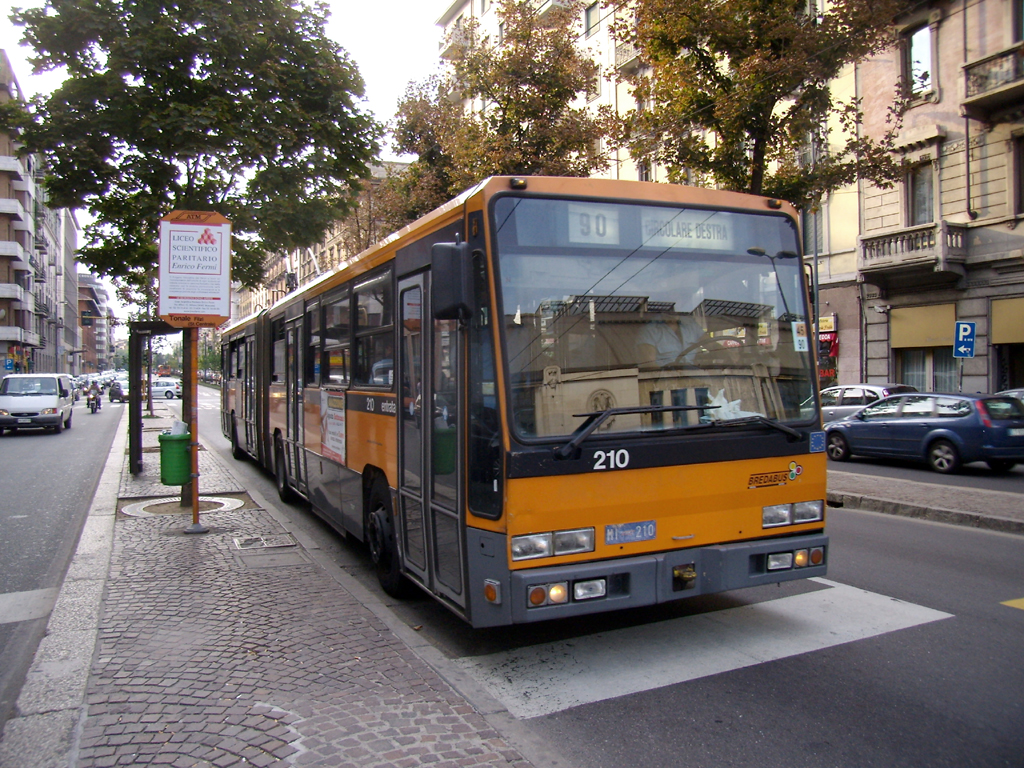
Bredabus 4001.18 in servizio per ATM Milano

Sono stati prodotti in totale 72 esemplari per il mercato italiano, ripartiti come segue nella tabella:
| Rete      | Quantità | Costruzione | Note |
| --------- | -------- | ----------- | --- |
| Prototipo | 1        | 1987        | Provato alla Spezia nel 1987, poi convertito in bimodale nel 1989 e testato a Napoli; infine acquistato da ATC La Spezia come fonte di ricambi nel 1996 |
| La Spezia | 14       | 1988        | Lunghezza di 12 metri |
| Bologna   | 10       | 1990        | Lunghezza di 12 metri |
| Sanremo   | 14       | 1991        | Lunghezza 12 metri, telaio del B.M.B M220, indicati come "F05"                                                                                          |
| Milano    | 33       | 1991-1994   | Lunghezza 18 metri |

Nel 1990 sono stati inoltre prodotti 236 esemplari bimodali autosnodati destinati alla rete filoviaria di Seattle (USA) con equipaggiamento AEG. L'ultimo filosnodato Breda in servizio ha effettuato l'ultima corsa il 26 ottobre 2016.

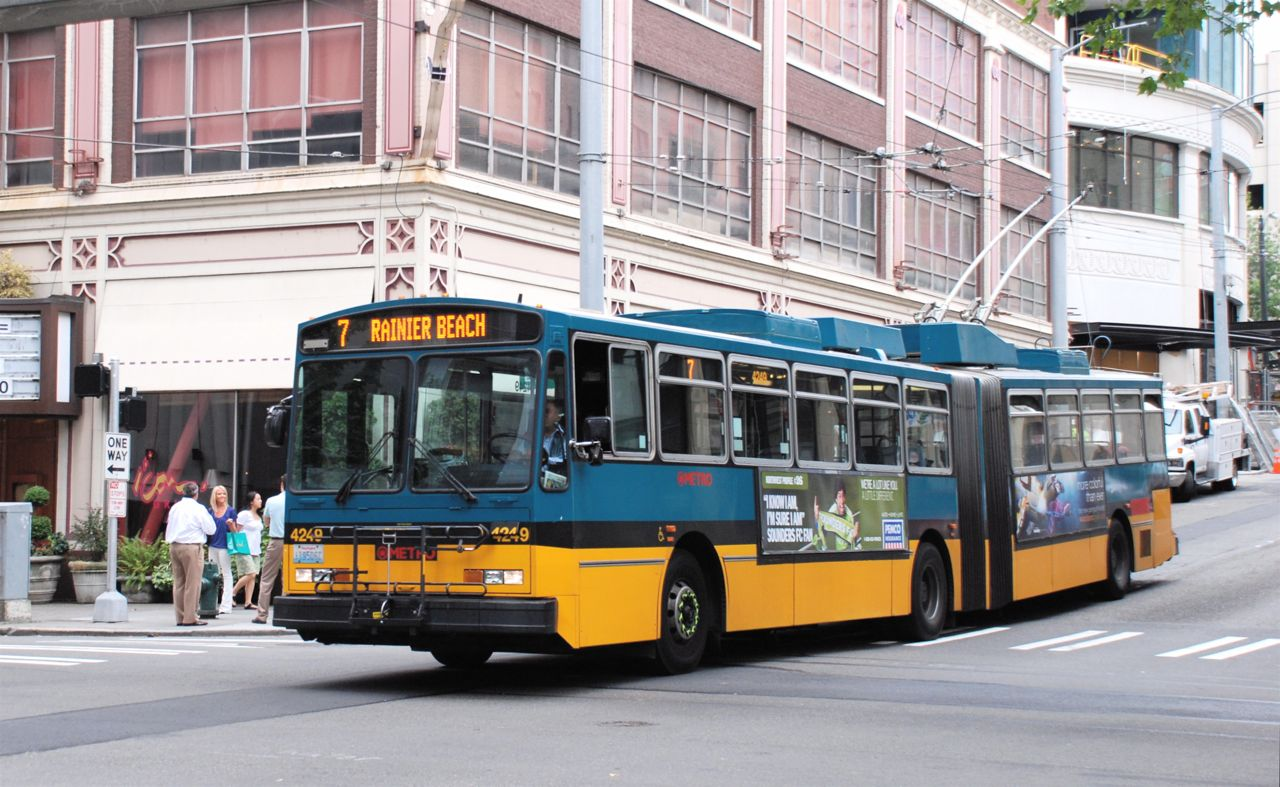
Filosnodato Breda 4001 in servizio a Seattle